# Evangelische Kirche (Gedern)

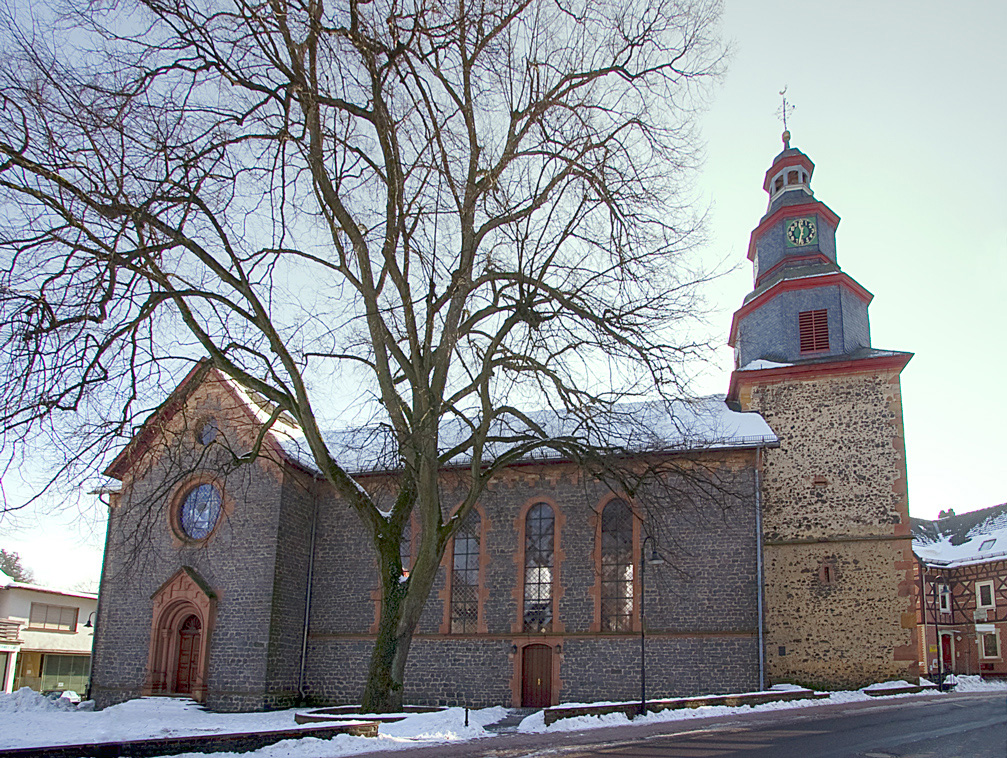
Gedern, evangelische Kirche

Die Evangelische Kirche Gedern ist eine denkmalgeschützte Kirche in Gedern, einer Kleinstadt im Wetteraukreis in Hessen. Die Kirchengemeinde gehört zum Dekanat Büdinger Land in der Propstei Oberhessen der Evangelischen Kirche in Hessen und Nassau.

## Beschreibung
Ältester Teil der Saalkirche sind die unteren Geschosse des spätgotischen Kirchturms auf quadratischem Grundriss aus Bruchsteinen im Westen, der auf Grund seiner Schießscharten einer Wehrkirche zugeordnet werden kann. Seinen achteckigen, dreistöckigen, schiefergedeckten Aufsatz erhielt er erst 1737/38. Im unteren Teil befindet sich hinter den Klangarkaden der Glockenstuhl. Der mittlere Teil beherbergt die Turmuhr. Der oberste Teil ist als Laterne gestaltet. Das neuromanische Kirchenschiff mit einem Querschiff wurde 1845–47 nach einem Entwurf von Ernst Georg Gladbach im Rundbogenstil erbaut. Der Innenraum, der 1962 umgestaltet wurde, hat Emporen an drei Seiten. Auf der Empore im Westen steht die Orgel mit 22 Registern, zwei Manualen und Pedal, die  Bernhard Schmidt 1963 gebaut hat.